# Croissance économique en France
La croissance économique en France désigne les causes et la nature de la croissance économique en France, à travers une analyse de l'addition des facteurs qui permettent l'augmentation de la valeur ajoutée générée dans l'économie française chaque année.

## Décomposition
La croissance économique française peut être décomposée en facteurs. On peut estimer la contribution du capital à la croissance du PIB. Positive, elle a chuté depuis les années 1990, mais reste supérieure à l'Allemagne et à l'Italie. La productivité globale des facteurs (ou PGF), toutefois, croît peu ou recule sur la même période, contrairement à l'Allemagne et à l'Italie.
L'Insee décompose la croissance du PIB en plusieurs postes : consommation, investissement, balance commerciale, et variation des stocks. La croissance française est, comme souvent dans les pays développés, stimulée par la consommation intérieure. Le principal facteur de ralentissement est le solde extérieur, souvent déficitaire.
La Banque de France met en lumière la part importante de l'adoption des technologies de l'information et de la communication dans la croissance du PIB. Sa contribution au PIB a été supérieure en France qu'en Allemagne et qu'au Royaume-Uni.
Selon une estimation de la Direction générale du Trésor de 2021, « le ralentissement de l’investissement représenterait environ 2/3 de la perte de croissance du PIB par tête depuis les années 1990 ».

## Histoire

### De 1890 aux Trente Glorieuses
Selon les calculs de la Banque de France, entre 1890 et 1913, la productivité par emploi croît à hauteur de 1,48%/an, et la productivité horaire de 1,91%/an. La PGF joue un rôle majeur dans la croissance de la productivité horaire, comptant pour 1,23 points sur les 1,91. La durée du travail pèse sur la croissance, et est responsable d'une baisse de 0,29%/an de la productivité par emploi. Ces estimations sont conformes aux calculs de Dubois (1985), qui estimait la contribution de la PGF à la croissance de la productivité par emploi à hauteur de 1,4 point entre 1896 et 1913. 
De 1913 à 1950, la croissance de la productivité est plus faible, avec une croissance par emploi de 0,98%/an, et par heure de 1,65%. La PGF est moins dynamique, comptant pour 1,12% de la croissance de la productivité horaire. La durée du travail pèse à hauteur de -0,45%/an. Cela est également conforme aux estimations de Dubois, qui avait estimé la contribution de la croissance de la PGF à hauteur de 1,4 point entre 1913 et 1951. La productivité du travail ralentit à partir de 1913 du fait, principalement, de la réduction de l'intensité capitalistique par emploi et par heure. 

### Trente Glorieuses
Entre 1950 et 1973, la productivité par emploi augmente de 4,89%/an, et la productivité horaire de 5,28%. La croissance de la PGF y contribue, étant de 3,97%. La durée du travail diminue toutefois, pesant à hauteur de -0,26%. Cela est conforme à l'estimation de Dubois, qui avait évalué la contribution de la PGF à 4,2 points entre 1951 et 1973. Si la PGF joue un rôle premier dans l'accélération de la productivité, l'augmentation de l'intensité capitalistique compte pour 0,87 point sur les 3,97 points au total.

### Trente piteuses
L'expression « Trente Piteuses » fait référence aux trois décennies qui ont suivi les Trente Glorieuses (1945-1975). C'est une époque marquées par un déclin économique, la guerre froide, mais aussi par de graves  difficultés économiques, énergétiques (crises pétrolières), sociales et environnementales, notamment en Europe et en France des années 1975 à 2005.

#### Ralentissement économique
De 1973 à 1980, la productivité par emploi ne croît plus « que » de 2,04 % par an, et la productivité horaire de 3,07 %. La productivité globale des facteurs croît de 1,51 % sur cette période. L'évolution de la durée du travail contribue à - 0,68 %.
De 1980 à 1990, la productivité par emploi augmente de 2,69 % par an, et la productivité horaire de 3,29 %. La PGF contribue à hauteur d'une croissance de 1,80 % par an. La durée du travail contribue à hauteur de -0,40 % par an.
De 1990 à 1995, la productivité par emploi croît de 1,55 % par an, et la productivité horaire de 1,75 %. La PGF contribue à hauteur de 0,01 %. La durée du travail contribue à hauteur de - 0,14 %.
De 1995 à 2002, la productivité par emploi n'augmente que de 0,88 % par an, et la productivité horaire de 1,77 %. La PGF contribue à hauteur de 0,90 %, et la durée de travail de - 0,59 %.
C'est aussi une période d'intense d'inflation et de chômage qui va fortement toucher les enfants issus du  « baby boom » ; alors qu'il était descendu en Europe à 2,4 % de la population active durant les 30 glorieuses, le chômage commence à rapidement croître après le premier choc pétrolier (1973), période où la France compte (en 1976) environ 1 million de chômeurs, avec plus de 25 % des moins de 25 ans sans emploi en 1984 ; et il restera élevé dans les années 1990.

#### Déclin environnemental
Les « trente piteuses » sont une période d'aggravation rapide et mondiale des impacts environnementaux, y compris en raison des séquelles industrielles des trente glorieuses (agriculture industriel y compris avec les remembrements, les engrais, les pesticides, l'exode rural, la pollution des sols et de l'eau...).
Après le scandale de Minamata, l'époque est marquée par la catastrophe de Seveso, la catastrophe de Bhopal (2-3 décembre 1984) puis le scandale de l'amiante en France (matériau interdit en France en 1997, mais qui tuera encore durant des décennies), celui du distilbène, et la montée du taux de cancer.
L'humanité doit faire face aux effets de plus en plus visibles des pollutions de l'eau, de l'air, des sols et des écosystèmes, et face à un épuisement de certaines ressources naturelles (biologiques, halieutiques et cynégétiques notamment). C'est le moment où apparaissent les premières grandes législation environnementales (ex. : loi de protection de la nature en 1976), les premiers ministères de l'Environnement (en France, le 7 janvier 1971, peu après la création du Department of the Environment au Royaume-Uni).